# Pakisztán világörökségi helyszínei
Pakisztán területéről eddig hat helyszín került fel a világörökségi listára,huszonhat további helyszín a javaslati listán várakozik a felvételre.
| | Mohendzsodáro |
| 1980 |               |
| Kulturális (II)(III) |               |
| Védett terület: 240 ha, hivatkozás: 138 |               |
| Az Indus alsó folyásánál fekvő, az i. e. 3. évezredben épült Mohendzsódáró az Indus-völgyi civilizáció központja volt. A lelőhelyre csak későn, 1922-ben bukkantak rá, az eddig feltárt terület nagysága eléri a 2,5 négyzetkilométert. A hatalmas kiterjedésű város az indiai szubkontinens legősibb és legjobb állapotban megőrzött romvárosa és a világ egyik legrégebbi fejlett társadalmának tanúja. A magaslaton fekvő fellegvár, a sánc és az alacsonyabban fekvő szabályosan megtervezett város lakosságát harmincötezer főre becsülik. A település a korai várostervezés egyik legfontosabb példája és jelentős hatást gyakorolt az indiai félsziget későbbi városainak kialakulására. Lakói cserekereskedelmet folytattak többek között az Ókori Egyiptommal és a mezopotámiai térséggel. Az ásatások során kiderült, hogy a településen nem alakultak ki jelentős vagyoni különbségek, nem épültek fényűző paloták, vagy uralkodói rezidenciák. Helyettük téglából készült lakóházakat és nagyméretű középületeket emeltek. Ezek közül a legfontosabbak a „Nagy Fürdő” és a „Magtár” a nyugati alsóváros területén. |               |

| | Takszila |
| 1980 |          |
| Kulturális (III)(VI) |          |
| Hivatkozás: 139 |          |
| Az Észak-Pakisztánban fekvő Takszila, a Gandhárai Birodalom egykori fővárosa a Kínát a nyugati világgal összekötő selyemút egyik ága mentén épült. Romjai három település maradványait foglalják magukba, Szaraikala sírdombjait, Szirkap falait, és Szirszuk város romjait. A feltárt épületrészek az i. e. 5. és az i. sz. 2. század közé datálhatók és kiválóan érzékeltetik hogyan fejlődött egy település az Indus völgyében. Szirkap a gréko-baktriai korszakból származik, Szirszukot pedig a kusánok uralkodója, Kadphiszész alapította az i. sz. 1. században. A hagyomány szerint a Nagy Asóka a Maujra-dinasztia nagy hatalmú uralkodója, aki egy időben Takszila kormányzója volt itt tért át a buddhizmusra. A település fejlődésére Perzsia, Görögország és Közép-Ázsia is nagy hatást gyakorolt. Az. i. e. 3. századtól az i. sz. 2. századig a buddhista műveltség egyik jelentős kulturális központja volt. A gandhárai művészetre jellemző stílusjegyek a buddhizmus, valamint a görög és az észak-indiai kultúra kölcsönös egymásra hatásának következtében alakultak ki. |          |

| | Takht-i-Bahi és Sahr-i-Bahlol |
| 1980 |                               |
| Kulturális (IV) |                               |
| Hivatkozás: 140 |                               |
| Az Észak-Pakisztánhoz tartozó Szvat-völgyben található világörökségi helyszín két részből áll és a Takht-i-Bahi kolostor, valamint a közelében fekvő kisebb erőd, Sahr-i-Bahlol romjait foglalja magába. A kolostor a gandhárai korszak egyik jelentős központja volt, ami az i. sz. 1. és 4. század között élte virágkorát. Az ásatások során kiderült, hogy a helyén már az i. e. 1. században is volt egy település, de a hely csak később indult fejlődésnek amikor a térségben a buddhizmus lett az uralkodó vallás. A ma is látható legrégebbi épületelemek a 7. századból származnak. A kolostor épületegyüttese négy részből állt össze, a Sztúpák udvara, ahol falfülkékben Buddha-szobrokat helyeztek el, a kolostoregyüttes korai része egy udvarral és körben kialakított cellákkal, ahol a szerzetesek éltek, a templom, udvarának közepén egy központi sztúpával és a tantrikus kolostoregyüttes egy nyitott udvarral és sötét cellákkal. Az erőd romjai körülbelül ugyanarra a korra datálhatók, mint a kolostor maradványai. |                               |

| | Lahor erődje és a Shalimar-kertek |
| 1981 |                                   |
| Kulturális (I)(II)(III) |                                   |
| Hivatkozás: 171 |                                   |
| A városközponttól északnyugatra fekvő erőd története a 11. századnál is korábbra nyúlik vissza. Miután a 13. és a 15. század között többször is lerombolták Nagy Akbar mogul uralkodó trónra lépése után kibővítették és jelentősen átalakították és a császár hatalmának egyik jelképévé változtatták. Az erőd területén belül két évszázadon keresztül folyt az építkezés, a napjainkban látható huszonegy megóvott műemlék tekinthető a mogul építőművészeti formák egyik leggazdagabb gyűjteményének. Közülük a legfontosabb az 1631 és 1632 között épített királyi palota az üvegmozaikokkal és féldrágakövekkel díszített Shish Mahal. A Shalimar-kertek a mogul kertépítészet csúcspontjai. A tizenhat hektáron elterülő kerteket 1641-ben kezdték el kialakítani három teraszon. A területen loggiákat építettek, vízeséseket alakítottak ki, dísztavakat ástak és számos fafélét telepítettek. A helyszín 2000-ben felkerült a veszélyeztetett helyszínek listájára mert egy útépítés során az öntözőrendszer és a kertet körülvevő falak egy részét lerombolták. |                                   |

| | Tatta történelmi emlékei |
| 1981 |                          |
| Kulturális (III) |                          |
| Hivatkozás: 143 |                          |
| Thatta három dinasztia fővárosa volt. Ekkor a mai Szind tartomány politikailag és gazdaságilag is jelentős önálló területnek számított, majd a 16. század végén a Mogul Birodalom része lett. A térség a 14. századtól egészen a 18. századig fejlődött. Iszlám műemlékeire a különféle stílusok összeolvadása jellemző. A romváros egy völgyben terül el, a mellette álló Makli-domb szélén pedig a 15 négyzetkilométeren elterülő nekropolisz maradványai állnak. A kiterjedt romterület pontos képet a tartomány történelméről és kultúrájáról. Legfontosabb épülete a Sáh Dzsahán parancsára 1644-ben elkezdett, kilencvenhárom kupolával díszített Nagymecset, amelynek belsejét türkizkék kerámiamozaikokkal díszítették. A domb északi részén állnak a Szamma-dinasztia uralkodóinak emelt mauzóleumok, közülük a 15. század végén uralkodó Nizámuddin szultán gazdagon díszített síremléke a szindi építészet egyik remeke. Figyelemre méltó még Mirza Dzsán Baba sárga mészkőből épített síremléke a 16. század második feléből, amit gazdag arabeszk- és indamotívum-díszítéssel láttak el. |                          |

| | Rohtasz-erőd |
| 1997 |              |
| Kulturális (II)(IV) |              |
| Hivatkozás: 586 |              |
| Az Észak-Pakisztánban fekvő Rohtasz-erődöt Sér Sáh Szúri utasítására kezdték el építeni 1541-ben a Pandzsáb tartománybeli Kahán folyó mellett álló domb tetejére. Az erőd a közép- és dél-ázsiai muszlim katonai építészet egyik legfontosabb alkotása. A stratégiailag kulcsfontosságú helyen álló épületegyüttes soha nem állt komolyabb ostrom alatt így jó állapotban maradt meg. Később a mogul uralkodók fennhatósága alá került. Legfontosabb része egy négy kilométer hosszú falrendszer, amelynek egyes részei tíz méter magasak vastagságuk pedig eléri a tizenkét és fél métert. A falak és a bástyák gyakorlatilag változatlan formában maradtak fenn. A falrendszert bástyákkal és kapukkal tagolták, a tizenkét bejárat közül a Szohail- és a Kabuli-kapu mérete és díszítése miatt kiemelkedik a többi közül. A külső erődfalak mögé egy palotaegyüttest, valamint katonai és polgári célú épületeket emeltek. |              |

## Javasolt helyszínek
| Név                                                                                       | Kép | Típus      | Kritérium   | Év   | Hiv. |
| ----------------------------------------------------------------------------------------- | --- | ---------- | ----------- | ---- | ---- |
| Derawar és Csolisztán sivatagi erődjei                                                    |     | kulturális | III, V      | 2016 |      |
| Hingol kultúrtáj                                                                          |     | kulturális | III, VI     | 2016 |      |
| Kārīz-rendszer kultúrtáj (öntözőrendszer)                                                 |     | kulturális | II, IV, V   | 2016 |      |
| Nagarparkar kultúrtáj                                                                     |     | kulturális | III, IV     | 2016 |      |
| Közép-Karakorum Nemzeti Park                                                              |     | természeti | VIII, IX    | 2016 |      |
| Deosai Nemzeti Park                                                                       |     | természeti | IX, X       | 2016 |      |
| Ziarat borókaerdője                                                                       |     | természeti | X           | 2016 |      |
| A Sóhegység és a Kewra sóbánya                                                            |     | vegyes     | Vi, VIII    | 2016 |      |
| Mehrgarh régészeti helyszíne                                                              |     | kulturális | III, IV     | 2004 |      |
| Rehman Dheri régészeti helyszíne                                                          |     | kulturális | II, IV      | 2004 |      |
| Harappa régészeti helyszíne                                                               |     | kulturális | II, IV      | 2004 |      |
| Ranigat régészeti helyszíne                                                               |     | kulturális | II, IV      | 2004 |      |
| Sahbázgarhi sziklaediktumok                                                               |     | kulturális | I, II, VI   | 2004 |      |
| Mánszehrai sziklaediktumok                                                                |     | kulturális | II, III, VI | 2004 |      |
| Baltit-erőd                                                                               |     | kulturális | I, II       | 2004 |      |
| Bibi Jawindi, Baha'al-Halim és Ustead sírja, valamint Jalaluddin Bukhari sírja és mecsete |     | kulturális | II, IV, VI  | 2004 |      |
| Sáh Rukne-Álam sírja, (másodszori jelölés)                                                |     | kulturális | III, IV, VI | 2004 |      |
| Bhanbhore kikötője                                                                        |     | kulturális | IV, V, VI   | 2004 |      |
| Bádsáhi mecset, Lahor                                                                     |     | kulturális | -           | 1993 |      |
| Vazír Hán-mecset, Lahor                                                                   |     | kulturális | -           | 1993 |      |
| Dzsahángír, Ászif Hán és Akbari Szaráj sírjai, Lahor                                      |     | kulturális | -           | 1993 |      |
| Hiran Mínár, Sejhúpúra                                                                    |     | kulturális | -           | 1993 |      |
| San Rukne-Álam sírja, Multán                                                              |     | kulturális | -           | 1993 |      |
| Rani Kot erőd, Dádú                                                                       |     | kulturális | -           | 1993 |      |
| Sáh Dzsahán-mecset, Tatta                                                                 |     | kulturális | -           | 1993 |      |
| Csaukandi sírok, Karacsi                                                                  |     | kulturális | -           | 1993 |      |